# Démographie de la Nièvre
La démographie de la Nièvre est caractérisée par une très faible densité, une population vieillissante, qui diminue depuis les années 1950.
Avec ses 202 299 habitants en 2022, le département français de la Nièvre se situe en 88e position sur le plan national.
En six ans, de 2015 à 2021, sa population a diminué de près de 9 350 unités, c'est-à-dire de plus ou moins 1 560 personnes par an. Mais cette variation est différenciée selon les 309 communes que comporte le département.
La population est principalement concentrée dans le Val de Loire, à l'ouest, et dans la partie sud-ouest du département. Environ trois quarts des Nivernais résident dans une commune située à moins de 10 km d'une des trois routes nationales traversant la Nièvre. La partie nord-est du département est très peu peuplée. Cette zone comporte notamment la partie nivernaise du parc naturel régional du Morvan dont la densité atteint à peine plus de 13 habitants au km2.

Carte des densités de population des départements métropolitains de France en 2007. Avec 32.5 hab./km², La densité de la Nièvre est égale au tiers de celle de la France entière qui est de 100,5 pour la même année.

La densité de population de la Nièvre, 29,7 habitants par kilomètre carré en 2022, est presque quatre fois inférieure à celle de la France entière qui est de 107,1 hab./km2 pour la même année.

## Évolution démographique du département de la Nièvre
Avec 282 521 habitants en 1831, le département représente 0,87 % de la population française, qui est alors de 32 569 000 habitants. De 1831 à 1866, il va gagner 60 252 habitants, soit une augmentation de 0,61 % moyen par an, de l'ordre de grandeur du taux d'accroissement national de 0,48 % sur cette même période.
L'évolution démographique entre la Guerre franco-prussienne de 1870 et la Première Guerre mondiale est inverse du mouvement national. Sur cette période, la population baisse de 40 605 habitants, soit une baisse de près de 12 % alors qu'on constate un accroissement de 10 % au niveau national. La population continue de baisser de 7,58 % pour la période de l'entre-deux guerres courant de 1921 à 1936 alors qu'elle croit au niveau national de 6,9 % pour la France entière.
À l'instar des autres départements français, la Nièvre va ensuite connaître un légère croissance après la Seconde Guerre mondiale, de 1954 à 1968, pour reprendre ensuite une baisse inexorable. Le taux de décroissance démographique entre 1968 et 2007 est de 10,5 % alors que la population croît au niveau national de 25 %. 
En 2022, le département comptait 202 299 habitants, en évolution de −3,28 % par rapport à 2016 (France hors Mayotte : +2,11 %).
| 1791 | 1801    | 1806    | 1821    | 1826    | 1831    | 1836    | 1841    | 1846    |
| ---- | ------- | ------- | ------- | ------- | ------- | ------- | ------- | ------- |
| -    | 232 590 | 241 739 | 257 990 | 271 292 | 282 521 | 297 550 | 305 346 | 322 262 |

| 1851    | 1856    | 1861    | 1866    | 1872    | 1876    | 1881    | 1886    | 1891    |
| ------- | ------- | ------- | ------- | ------- | ------- | ------- | ------- | ------- |
| 327 161 | 326 086 | 332 814 | 342 773 | 339 917 | 346 822 | 347 576 | 347 645 | 343 576 |

| 1896    | 1901    | 1906    | 1911    | 1921    | 1926    | 1931    | 1936    | 1946    |
| ------- | ------- | ------- | ------- | ------- | ------- | ------- | ------- | ------- |
| 333 899 | 323 783 | 313 972 | 299 310 | 270 148 | 260 502 | 255 195 | 249 673 | 248 559 |

| 1954    | 1962    | 1968    | 1975    | 1982    | 1990    | 1999    | 2006    | 2011    |
| ------- | ------- | ------- | ------- | ------- | ------- | ------- | ------- | ------- |
| 240 078 | 245 921 | 247 702 | 245 212 | 239 635 | 233 278 | 225 198 | 222 220 | 218 341 |

| 2016    | 2021    | 2022    | - | - | - | - | - | - |
| ------- | ------- | ------- | - | - | - | - | - | - |
| 209 161 | 202 417 | 202 299 | - | - | - | - | - | - |

## Population par divisions administratives

### Arrondissements
Le département de la Nièvre comporte quatre arrondissements. La population se concentre principalement sur l'arrondissement de Nevers, qui recense 56 % de la population totale du département en 2022, avec une densité de 55,6 hab./km2, contre 21 % pour l'arrondissement de Cosne-Cours-sur-Loire, 13 % pour celui de Château-Chinon (Ville) et 10 % pour celui de Clamecy.
| Arrondissement         | Population(2022) | Variation(2022/2016)                       | Superficie(km2) | Densité(hab./km2) |
| ---------------------- | ---------------- | ------------------------------------------ | --------------- | ----------------- |
| Nevers                 | 112 589          | en évolution de −2,62 % par rapport à 2016 | 2 025,4         | 55,6              |
| Cosne-Cours-sur-Loire  | 42 531           | en évolution de −3,1 % par rapport à 2016  | 1 395,4         | 30,5              |
| Château-Chinon (Ville) | 27 068           | en évolution de −4,32 % par rapport à 2016 | 2 168,3         | 12,5              |
| Clamecy                | 20 111           | en évolution de −5,87 % par rapport à 2016 | 1 227,6         | 16,4              |
| Source : Insee.        |                  |                                            |                 |                   |

### Communes de plus de2 000 habitants
Sur les 309 communes que comprend le département de la Nièvre, quinze ont en 2021 une population municipale supérieure à 2 000 habitants, quatre ont plus de 5 000 habitants et une a plus de 10 000 habitants : Nevers.
Les évolutions respectives des communes de plus de 2 000 habitants sont présentées dans le tableau ci-après.
| Commune               | Population(2022) | Variation(2022/2016)                       | Superficie(km2) | Densité(hab./km2) |
| --------------------- | ---------------- | ------------------------------------------ | --------------- | ----------------- |
| Nevers                | 33 172           | en évolution de −0,19 % par rapport à 2016 | 17,33           | 1 914,1           |
| Cosne-Cours-sur-Loire | 9 786            | en évolution de −3,13 % par rapport à 2016 | 53,3            | 183,6             |
| Varennes-Vauzelles    | 9 166            | en évolution de −2,38 % par rapport à 2016 | 33,99           | 269,7             |
| Decize                | 5 025            | en évolution de −8,95 % par rapport à 2016 | 48,22           | 104,2             |
| La Charité-sur-Loire  | 4 701            | en évolution de −5,32 % par rapport à 2016 | 15,78           | 297,9             |
| Fourchambault         | 4 019            | en évolution de −5,5 % par rapport à 2016  | 4,55            | 883,3             |
| Coulanges-lès-Nevers  | 3 678            | en évolution de +1,83 % par rapport à 2016 | 10,8            | 340,6             |
| Garchizy              | 3 666            | en évolution de −1,53 % par rapport à 2016 | 16,42           | 223,3             |
| Marzy                 | 3 650            | en évolution de −0,44 % par rapport à 2016 | 24,41           | 149,5             |
| Clamecy               | 3 597            | en évolution de −5,91 % par rapport à 2016 | 30,26           | 118,9             |
| La Machine            | 3 213            | en évolution de −5,08 % par rapport à 2016 | 17,95           | 179               |
| Imphy                 | 3 175            | en évolution de −7,06 % par rapport à 2016 | 16,62           | 191               |
| Guérigny              | 2 512            | en évolution de +0,56 % par rapport à 2016 | 7,29            | 344,6             |
| Pougues-les-Eaux      | 2 388            | en évolution de −0,71 % par rapport à 2016 | 12,72           | 187,7             |
| Saint-Éloi            | 2 220            | en évolution de +4,32 % par rapport à 2016 | 16,45           | 135               |
| Source : Insee.       |                  |                                            |                 |                   |

## Unités urbaines
|    | CodeInsee | Unité urbaine         | Nombre decommunes(2018) | Population(2022) |
| -- | --------- | --------------------- | ----------------------- | ---------------- |
| 1  | 58501     | Nevers                | 8                       | 58 879           |
| 2  | 58202     | Cosne-Cours-sur-Loire | 1                       | 9 786            |
| 3  | 58201     | Decize                | 2                       | 6 694            |
| 4  | 58107     | La Charité-sur-Loire  | 1                       | 4 701            |
| 5  | 58106     | Clamecy               | 2                       | 3 869            |
| 6  | 58105     | Marzy                 | 1                       | 3 650            |
| 7  | 58103     | La Machine            | 1                       | 3 213            |
| 8  | 58104     | Imphy                 | 1                       | 3 175            |
| 9  | 58102     | Guérigny              | 1                       | 2 512            |
| 10 | 58101     | Pougues-les-Eaux      | 1                       | 2 388            |

| Nevers Cosne-Cours-sur-Loire Decize La Charité-sur-Loire Clamecy Marzy Imphy La Machine Guérigny Pougues-les-Eaux |

## Structures des variations de population

### Soldes naturels et migratoires depuis 1968
La variation moyenne annuelle reste négative depuis les années 1970, traduisant une baisse continue de la population.
Le solde naturel annuel qui est la différence entre le nombre de naissances et le nombre de décès enregistrés au cours d'une même année a baissé, passant de −0,1 à −0,6 %. Le taux de natalité, passant de 13,5 à 8 ‰, reste inférieur au taux de mortalité, qui parallèlement passe de 14,2 à 14,4 ‰. 
Le flux migratoire également négatif dans les années 1970 est redevenu positif sur la période 1999-2009, le taux annuel passant de −0,1 à 0,1 %, avant de redevenir négatif sur la période 2009-2020.
|                                                  | 1968 à1975 | 1975 à1982 | 1982 à1990 | 1990 à1999 | 1999 à2009 | 2009 à2014 | 2014 à2020 |
| ------------------------------------------------ | ---------- | ---------- | ---------- | ---------- | ---------- | ---------- | ---------- |
| Variation annuelle moyenne de la population en % | -0,1       | -0,3       | -0,3       | -0,4       | -0,2       | -0,6       | -0,9       |
| - due au solde naturel en %                      | -0,1       | -0,3       | -0,3       | -0,4       | -0,4       | -0,5       | -0,6       |
| - due au solde apparent des entrées sorties en % | -0,1       | -0,1       | -0,0       | -0,0       | 0,1        | -0,1       | -0,2       |
| Taux de natalité en ‰                            | 13,5       | 11,5       | 11,0       | 9,9        | 9,7        | 9,0        | 8,0        |
| Taux de mortalité en ‰                           | 14,2       | 14,3       | 14,0       | 13,6       | 13,2       | 13,6       | 14,4       |
| Source : Insee.                                  |            |            |            |            |            |            |            |

### Mouvements naturels sur la période 2014-2022
En 2014, 1 801 naissances ont été dénombrées contre 2 907 décès. Le nombre annuel des naissances a diminué depuis cette date, passant à 1 507 en 2022, indépendamment à une augmentation, mais relativement faible, du nombre de décès, avec 3 164 en 2022. Le solde naturel est ainsi négatif et diminue, passant de −1 106 à −1 657.
Pour des raisons techniques, il est temporairement impossible d'afficher le graphique qui aurait dû être présenté ici.

### Les mouvements migratoires: évolution 2008-2015
La Nièvre perd chaque année 0,5 % de sa population sur la période 2008-2013. Ses échanges migratoires avec les autres départements français y participent et contribuent à faire baisser le nombre d’habitants de 0,1 % chaque année. En 2012, 6 000 personnes se sont ainsi installées dans le département tandis que 6 100 le quittaient En 2012 de nombreux seniors déménagent à l’âge de la retraite : 16 % des Nivernais nouvellement installés sont  retraités : les arrivées, 950, l’emportent sur les départs, 650, et aboutissent à un excédent migratoire pour la Nièvre de 300 retraités.  L'excédent des seniors ne compense pas le déficit de jeunes. 
Les évolutions sont différentes suivant les territoires (2008-2013) : Le Ligérien Nivernais est le plus jeune et le plus dense des  territoires. Il rassemble 70 % des habitants et 74 % des emplois. Il concentre ainsi la majorité des migrations du département. Des trois territoires, il est le seul à perdre des habitants au jeu des migrations : 4 700 installations pour 5 100 départs. Le Morvan présente un profil migratoire assez comparable à celui du Haut Nivernais :les deux territoires gagnent des habitants au jeu des migrations et le volume de leurs flux migratoires est faible comparé à celui du Ligérien Nivernais : 1 300 arrivées pour 1 100 départs dans le Morvan, 1 400 arrivées pour 1 200 départs dans le Haut Nivernais.

## Densité de population
La densité de population est en stagnation depuis 1968, en cohérence avec la stabilité de la population.
En 2021, la densité était de 29,7 hab./km2.
| 1968 |  | 36.3 |  |

| 1975 |  | 36.0 |  |

| 1982 |  | 35.2 |  |

| 1990 |  | 34.2 |  |

| 1999 |  | 33.0 |  |

| 2010 |  | 32.2 |  |

| 2015 |  | 31.1 |  |

| 2021 |  | 29.7 |  |

## Répartition par sexes et tranches d'âges
La population du département est plus âgée qu'au niveau national.
En 2021, le taux de personnes d'un âge inférieur à 30 ans s'élève à 27,3 %, soit en dessous de la moyenne nationale (35,1 %). À l'inverse, le taux de personnes d'âge supérieur à 60 ans est de 38 % la même année, alors qu'il est de 26,6 % au niveau national.
En 2021, le département comptait 97 247 hommes pour 105 170 femmes, soit un taux de 51,96 % de femmes, légèrement supérieur au taux national (51,61 %).
Les pyramides des âges du département et de la France s'établissent comme suit.
| Hommes | Classe d’âge | Femmes |
| ------ | ------------ | ------ |
| 1,1    | 90 ou +      | 3,2    |
| 10,5   | 75-89 ans    | 14,3   |
| 23,3   | 60-74 ans    | 23,5   |
| 20,5   | 45-59 ans    | 19,4   |
| 15,2   | 30-44 ans    | 14,4   |
| 14,8   | 15-29 ans    | 12,1   |
| 14,7   | 0-14 ans     | 13,2   |

| Hommes | Classe d’âge | Femmes |
| ------ | ------------ | ------ |
| 0,7    | 90 ou +      | 1,9    |
| 7,0    | 75-89 ans    | 9,5    |
| 16,6   | 60-74 ans    | 17,5   |
| 20,0   | 45-59 ans    | 19,5   |
| 18,8   | 30-44 ans    | 18,3   |
| 18,3   | 15-29 ans    | 16,7   |
| 18,6   | 0-14 ans     | 16,7   |

## Répartition par catégories socioprofessionnelles
La catégorie socioprofessionnelle des retraités est surreprésentée par rapport au niveau national. Avec 38,8 % en 2021, elle est 12 points au-dessus du taux national (26,8 %). La catégorie socioprofessionnelle des cadres et professions intellectuelles supérieures est quant à elle sous-représentée par rapport au niveau national. Avec 4,6 % en 2021, elle est 5,5 points en dessous du taux national (10,1 %).
| Catégorie socioprofessionnelle                    | 2015    | 2015 | 2021    | 2021 | Détails de l'année 2021 | Détails de l'année 2021 | Détails de l'année 2021            | Détails de l'année 2021            | Détails de l'année 2021            |
| Catégorie socioprofessionnelle                    | Nb      | %    | Nb      | %    | Hommes                  | Femmes                  | Part en % de la population âgée de | Part en % de la population âgée de | Part en % de la population âgée de |
| Catégorie socioprofessionnelle                    | Nb      | %    | Nb      | %    | Hommes                  | Femmes                  | 15 à 24 ans                        | 25 à 54 ans                        | 55 ans ou +                        |
| ------------------------------------------------- | ------- | ---- | ------- | ---- | ----------------------- | ----------------------- | ---------------------------------- | ---------------------------------- | ---------------------------------- |
| Agriculteurs exploitants                          | 3 064   | 1,7  | 3 140   | 1,8  | 2 413                   | 727                     | 0,5                                | 3,0                                | 1,2                                |
| Artisans, commerçants, chefs d'entreprise         | 6 217   | 3,4  | 5 676   | 3,3  | 3 907                   | 1 769                   | 0,8                                | 6,1                                | 1,8                                |
| Cadres et professions intellectuelles supérieures | 7 524   | 4,2  | 8 008   | 4,6  | 4 618                   | 3 390                   | 1,4                                | 8,6                                | 2,4                                |
| Professions intermédiaires                        | 19 353  | 10,7 | 19 074  | 10,9 | 8 730                   | 10 345                  | 8,1                                | 22,3                               | 3,5                                |
| Employés                                          | 27 172  | 15,0 | 24 761  | 14,2 | 5 470                   | 19 291                  | 15,6                               | 25,8                               | 5,7                                |
| Ouvriers                                          | 23 368  | 12,9 | 20 760  | 11,9 | 16 920                  | 3 840                   | 17,6                               | 21,8                               | 3,8                                |
| Retraités                                         | 68 595  | 38,0 | 67 743  | 38,8 | 30 498                  | 37 245                  | 0,0                                | 0,3                                | 73,9                               |
| Autres personnes sans activité professionnelle    | 25 273  | 14,0 | 25 297  | 14,5 | 10 079                  | 15 218                  | 56,1                               | 12,1                               | 7,7                                |
| Ensemble                                          | 180 566 | 100  | 174 460 | 100  | 82 635                  | 91 825                  | 100                                | 100                                | 100                                |
| Sources : Insee,.                                 |         |      |         |      |                         |                         |                                    |                                    |                                    |